# Dmitrij Lvovics Popov
Dmitrij Lvovics Popov (oroszul: Дмитрий Львович Попов; Jaroszlavl, 1967. február 27. –) orosz válogatott labdarúgó, 2008 szeptembere és 2016 augusztusa között, valamint 2020-tól a Szpartak Moszkva sportigazgatója.

## Pályafutása

### Klubcsapatban
Jaroszlavlban született. Pályafutását a helyi csapatban a Sinnyik Jaroszlavlnál kezdte 1984-ben. Öt szezont követően 1989-ben a Szpartak Moszkva szerződtette, melynek tagjaként megnyerte 1989-ben a szovjet bajnokságot, 1992-ben pedig a szovjet kupát, továbbá 1992-ben és 1993-ban orosz bajnoki címet szerzett. 1993-ban Spanyolországba szerződött a  Racing Santander együtteséhez, ahol három szezont töltött, majd azt követően 1996 és 1999 között az SD Compostela csapatában játszott. 2000-ben Izraelben a Makkabi Tel-Aviv játékosaként fejezte be a pályafutását.  

### A válogatottban
1992 és 1998 között 21 alkalommal játszott az orosz válogatottban és 4 gólt szerzett. Részt vett az 1994-es világbajnokságon.

## Sikerei, díjai
Szpartak Moszkva
- Szovjet bajnok (1): 1989
- Szovjet kupagyőztes (1): 1991–92
- Orosz bajnok (2): 1992, 1993